# Brian Altman
Brian Altman (* 1988 in Longmeadow, Massachusetts) ist ein professioneller US-amerikanischer Pokerspieler. Er gewann 2022 ein Bracelet bei der World Series of Poker und ist dreifacher Titelträger der World Poker Tour, bei der er in der Saison 2019–21 als Spieler des Jahres ausgezeichnet wurde.

## Persönliches
Altman wuchs gemeinsam mit zwei Brüdern in Longmeadow, einer Kleinstadt in der Metropolregion Springfield in Massachusetts, auf. Nach seinem Abschluss an der High School arbeitete er als pharmazeutisch-technischer Assistent. Altman lebt in Boston.

## Pokerkarriere
Seinen ersten Live-Turniererfolg hatte Altman im Juni 2011, als er beim Main Event der Borgata Summer Poker Open in Atlantic City den mit rund 45.000 US-Dollar dotierten fünften Platz belegte. Anfang Juli 2012 war er erstmals bei der World Series of Poker (WSOP) im Rio All-Suite Hotel and Casino am Las Vegas Strip erfolgreich und kam bei einem Turnier der Variante No Limit Hold’em in die Geldränge. Im Februar 2015 gewann der Amerikaner das Main Event der World Poker Tour (WPT) in Hollywood, Florida, und sicherte sich eine Siegprämie von mehr als 720.000 US-Dollar. Bei der WPT in Montreal erreichte er Mitte November 2015 ebenfalls den Finaltisch und erhielt für seinen vierten Platz knapp 150.000 Kanadische Dollar. Anfang Mai 2016 setzte sich Altman ebenfalls in Montreal beim Main Event des WSOP-Circuits durch und sicherte sich einen goldenen Ring sowie den Hauptpreis von knapp 170.000 Kanadischen Dollar. Im Venetian Resort Hotel am Las Vegas Strip gewann er Ende Mai 2017 ein Deepstack-Turnier mit einer Siegprämie von über 100.000 US-Dollar. Ebenfalls siegreich war der Amerikaner im August 2017 bei einem Event der Seminole Hard Rock Poker Open, wofür er knapp 120.000 US-Dollar erhielt. Ende Oktober 2017 wurde er beim Main Event der Asia Championship of Poker in Macau Fünfter, was mit umgerechnet rund 200.000 US-Dollar bezahlt wurde. Im Januar 2019 saß Altman beim Main Event des PokerStars Caribbean Adventures auf den Bahamas am Finaltisch und beendete das Turnier auf dem mit knapp 300.000 US-Dollar dotierten sechsten Rang. Beim Main Event der WPT Maryland in Hanover belegte er Anfang Oktober 2019 den dritten Platz und erhielt rund 150.000 US-Dollar. Mitte Januar 2020 setzte sich der Amerikaner erneut beim WPT-Main-Event in Hollywood durch und sicherte sich zusätzlich zu seinem zweiten WPT-Titel eine Siegprämie von über 480.000 US-Dollar. Damit wurde er zum ersten Spieler der WPT-Geschichte, der dasselbe Main Event zweimal für sich entscheiden konnte. Nur eine Woche später erreichte er auch beim WPT-Main-Event in Atlantic City den Finaltisch. Aufgrund der globalen COVID-19-Pandemie wurde dieser jedoch erst im Mai 2021 ausgespielt; Altman wurde Dritter und erhielt über 330.000 US-Dollar. Am Saisonende jener WPT-Saison, das Ende Mai 2021 erfolgte, wurde der Amerikaner als Spieler des Jahres der Turnierserie ausgezeichnet. Mitte Juni 2021 sicherte er sich bei der WPT in Tampa seinen dritten Titel im Main Event und erhielt eine Siegprämie von mehr als 600.000 US-Dollar. In Pompano Beach setzte sich Altman Mitte Februar 2022 zum zweiten Mal beim Main Event des WSOP-Circuits durch und erhielt einen Hauptpreis von mehr als 200.000 US-Dollar. Zwei Monate später gewann er das High Roller des Seminole Hard Rock Poker Showdown in Hollywood und erhielt aufgrund eines Deals mit Jerry Wong und Chance Kornuth eine Auszahlung von knapp 700.000 US-Dollar. Bei der WSOP 2022 siegte Altman beim online ausgespielten Ultra Deepstack und erhielt rund 110.000 US-Dollar sowie ein Bracelet. Ende Februar 2023 sicherte er sich seinen dritten Titel beim Main Event des WSOP-Circuits und erhielt in Cherokee, North Carolina, eine Siegprämie von knapp 400.000 US-Dollar.
Insgesamt hat sich Altman mit Poker bei Live-Turnieren mehr als 8 Millionen US-Dollar erspielt.